# Sucessão dinástica portuguesa

Bandeira da Casa Real Portuguesa

A chamada questão dinástica portuguesa é uma disputa familiar que vem ocorrendo entre os vários descendentes da família real portuguesa desde a metade do século XX. Discutem os direitos de precedência ao trono português, bem como o uso do título de Duque de Bragança e seus títulos subsidiários, e ainda o espólio e a titularidade da Casa Real Portuguesa, direitos esses que compõem a herança do último rei, D. Manuel II de Portugal, que morreu no exílio sem deixar descendência.

## Miguel Januário de Bragança e descendentes

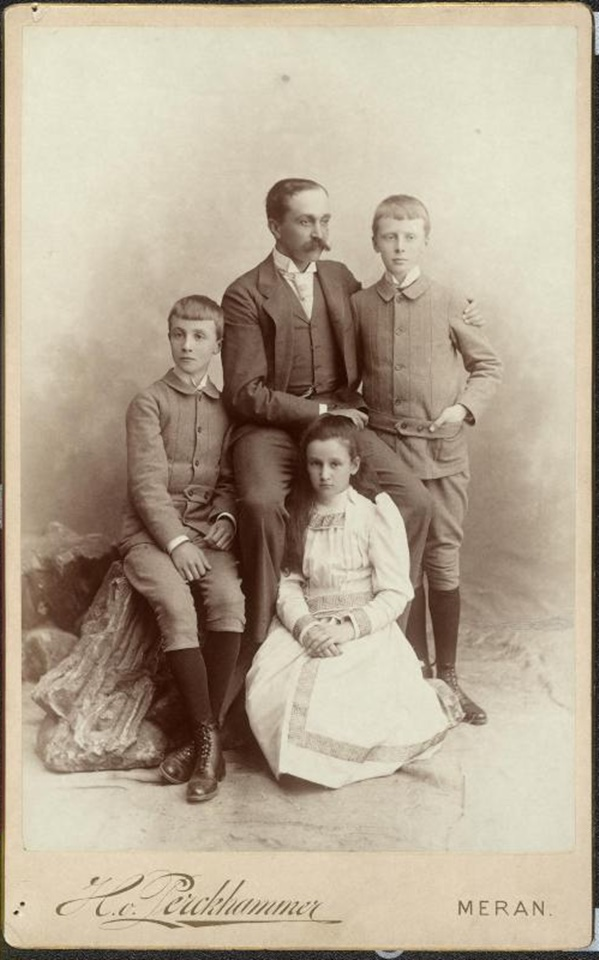
Retrato de Miguel Januário de Bragança com os seus filhos

As reivindicações dinásticas do ramo Miguelista tiveram início com as pretensões de Miguel Januário de Bragança após a morte do seu pai, em 1866, que desprezou as pretensões das suas duas meias-irmãs mais velhas que foram legitimadas pelo Rei D. Miguel e nascidas durante o período do seu reinado efetivo: a D. Maria Assunção de Bragança e a D. Maria de Jesus de Bragança. Miguel Januário autodenominou-se, então, como "o único herdeiro" na pretensão ao trono de Portugal pelo ramo Miguelista, afirmou-se também como alegado defensor da monarquia tradicional e ainda como opositor ao regime monárquico constitucional que estava em vigor. Mais tarde, os seus descendentes vieram a provar todavia que ele defendeu o oposto: o regime liberal. Foi pretendente ao trono português durante os reinados de D. Luís I, de D. Carlos I e de D. Manuel II, mas sem nunca ter conseguido alcançar o trono que foi ocupado pelos reis da Casa de Bragança-Saxe-Coburgo-Gota.
As suas pretensões dinásticas foram, posteriormente, mantidas pelos seus descendentes Duarte Nuno e Duarte Pio de Bragança.
Duarte Pio, o actual pretendente do ramo Miguelista, é um dos descendentes por via paterna do Rei D. Miguel, tendo alegado precedência ao trono português após a morte de seu pai, Duarte Nuno de Bragança, em Dezembro de 1976. A primazia de Duarte Nuno na chefia da extinta Casa de Bragança foi reivindicada pelos Miguelistas muito antes da morte do último rei de Portugal, D. Manuel II, o que só por si lhe retirava legitimidade à reivindicação. À data em que o último monarca de Portugal faleceu — dia 2 de Julho de 1932 — não havia aparentes descendentes portugueses legítimos da rainha D. Maria II, nem de D. Pedro IV, exceptuando-se a alegada filha legitimada do rei D. Carlos I, publicamente conhecida como D. Maria Pia de Saxe-Coburgo e Bragança. Por esse motivo, segundo uma interpretação bastante parcial dos termos dos artigos 86 a 90 da Carta Constitucional (levada a cabo pelos próprios partidários da Causa Miguelista), para assegurar a sucessão ter-se-ia de subir até à linha de descendência do Rei D. Miguel, naquela altura representada por Duarte Nuno. O Lugar-Tenente do falecido rei D. Manuel II, João de Azevedo Coutinho, decidiu-se então a "aclamar" o pretendente Duarte Nuno como "rei legítimo de Portugal", acto que foi apoiado por alguns organismos monárquicos existentes.

### Nos anos de 1930
O autodenominado acto de "aclamação" — levado a cabo por parte de alguns partidários do ramo Miguelista — de Duarte Nuno de Bragança, em 1932, foi, para os pretendentes desse ramo familiar como um feliz e inesperado desfecho de uma longa fase de luta política pela causa da legitimidade dinástica portuguesa que, na sua perspectiva, fora interrompida na Guerra Civil Portuguesa de 1834, em resultado da intervenção militar estrangeira em Portugal da Quádrupla Aliança. Segundo eles, era ao ramo constitucional que se colocava o problema do reconhecimento, pois tinham sido os seus antecessores quem, pela Carta de Lei de Dezembro de 1834, haviam excluído "para sempre do direito de suceder na Coroa" ao Rei D. Miguel e seus descendentes (a Lei do Banimento).
Em 1932, alguns organismos dos monárquicos constitucionais, porém, alegadamente aceitaram o disposto nos artigos da Carta Constitucional que regia a Monarquia em 1910, considerando que o banimento de 1834, introduzido na Constituição de 1838, ficara definitivamente revogado no restabelecimento da Carta em 1842. Uma revogação depois confirmada pelas sucessivas revisões da Carta.
A sucessão, sob o ponto de vista genealógico, demonstrou-se do seguinte modo:
1. Tendo falecido o rei D. Manuel II sem descendência directa, eram seus parentes mais próximos (caso se excluísse a sua alegada meia irmã D. Maria Pia de Saxe-Coburgo e Bragança) as pretendentes D. Maria Ana e D. Maria Antónia de Bragança. No caso de D. Maria Ana esta casara-se com o rei Jorge da Saxónia. Já D. Maria Antónia casara-se com o príncipe Leopoldo de Hohenzollern-Sigmaringen, cujo filho mais velho era então o príncipe Guilherme. Ambas as descendências eram estrangeiras e, como tal, estavam por esse motivo excluídas da sucessão portuguesa.
2. Remontando um grau, aos irmãos da rainha D. Maria II, tinha-se: o D. Pedro II do Brasil, cujas duas filhas, D. Isabel e D. Leopoldina, se casaram, respectivamente, com o conde d'Eu e com o príncipe de Saxe-Coburgo-Gota; a D. Januária Maria de Bragança, casada com o príncipe das Duas Sicílias; a D. Francisca, casada com o príncipe de Joinville. Quanto aos descendentes do rei D. Pedro IV estes estavam, pois, também excluídos, por se terem tornado estrangeiros (brasileiros, no caso de D. Pedro II e D. Isabel, ou a nacionalidade do cônjuge, nos demais casos).
3. Tornava-se aparentemente necessário subir mais um grau, até aos filhos do rei D. João VI. Além das infantas falecidas sem descendência ou que a tinham estrangeira, havia apenas, como portugueses, os seguintes descendentes: o Rei D. Miguel e D. Ana de Jesus Maria, marquesa de Loulé (com larga sucessão nas Casas de Vale de Reis, Azambuja, Belmonte e Linhares). Chegado a este ponto, não haveria aparente lugar a dúvida ou hesitação: no mesmo grau, o sexo masculino prefere ao feminino (artigo 87 da Carta Constitucional de 1826), conduzindo à linha do Rei D. Miguel, onde se encontrava o Miguel Januário de Bragança e, depois, seus filhos. No caso de Miguel Maria Maximiliano de Bragança, que fora pretendente a duque de Viseu, este fora obrigado a renunciar aos seus pretendidos direitos dinásticos por ter casado com uma cidadã americana. No caso de Francisco José de Bragança, este esteve envolvido numa série de incidentes desde escândalos homossexuais a extorsões de jóias e dinheiro que o fizeram ter de renunciar em favor do seu irmão, Duarte Nuno.

Por consequência dessas situações, à data da morte do rei D. Manuel II, os partidários Miguelistas defenderam que era no pretendente Duarte Nuno de Bragança que convergiam os títulos genealógicos que garantiam a legitimidade da representação da extinta Casa de Bragança e da Instituição Real.
Os inúmeros partidários do ramo constitucional, no entanto, recusaram-se a aceitar o sucessor Miguelista, pois contavam ainda com a eventual possibilidade de descendência do infante D. Afonso de Bragança, Duque do Porto. Esta corrente de opinião foi reforçada ainda pelo argumento da inexistência do chamado pacto de Dover, no qual se teriam reconciliado Miguel Januário (filho do Rei D. Miguel I) e o rei D. Manuel II.
Para além deste, havia mais dois argumentos de peso:
1. A Carta de Lei de Dezembro de 1834 (Lei de Banimento), publicada na sequência da Convenção de Evoramonte, e pela qual D. Miguel e seus descendentes, além de banidos do reino, tinham sido perpetuamente excluídos da linha sucessória e destituídos de suas titulações nobiliárquicas, estaria válida em 1932;
2. Em resultado do banimento, os pretendentes Miguel Januário e Duarte Nuno teriam perdido seus direitos de cidadãos portugueses, conforme o artigo 8.º da Carta de 1826, e, sendo estrangeiros, estariam impossibilitados de suceder na chefia da Casa Real portuguesa.

Estes argumentos não encontraram eco favorável entre a absoluta maioria dos partidários Miguelistas. Como referido, o Lugar-Tenente do rei D. Manuel II, João de Azevedo Coutinho, foi o primeiro a tomar a iniciativa de fazer publicamente a aclamação de Duarte Nuno como Chefe da Casa Real Portuguesa, no que foi seguido pela totalidade dos organismos monárquicos existentes. Na colecção de Documentos da Aclamação de El-Rei D. Duarte II, publicados em 1933 pelos apoiantes Miguelistas, encontram-se as razões que fundaram tal decisão:
1. O acordo dinástico entre os dois ramos da Dinastia de Bragança (o ramo Miguelista e o ramo Constitucional) fora tentado através do alegado Pacto de Dover, em Janeiro de 1912, mas que nunca terá sido consumado[7] e pelo Pacto de Paris, em Abril de 1922, e sempre com o suposto empenho pessoal do rei D. Manuel II. Quem o testemunhou publicamente foi João de Azevedo Coutinho, que então publicou uma das cartas recebidas de D. Manuel II, onde este expressamente alude às bases e condições do reconhecimento dos direitos de Duarte Nuno, prevendo e aceitando-o como seu continuador na representação da Instituição Real.[8]
2. A Carta de Lei de 1834 tinha sido revogada em 1842, vigorando depois daquela data os artigos referentes à sucessão da Carta Constitucional, a lei fundamental da Monarquia derrubada em 1910. Segundo os referidos artigos, não havendo português legítimo descendente da rainha D. Maria II, passaria a coroa à linha anterior dos colaterais, que seria a dos descendentes do rei D. Pedro IV; mas, não havendo portugueses legítimos descendentes do rei D. Pedro IV, passaria a coroa à linha seguinte, que era a dos portugueses legítimos descendentes do Rei D. Miguel (o filho varão imediato de D. João VI).[5]

1. Quanto à naturalidade de Duarte Nuno, o facto de não possuir naturalidade portuguesa originária foi motivo imediato para a exclusão dos eventuais direitos sucessórios. O ramo miguelista alegadamente beneficiou do regime de exterritorialidade concedido pelo imperador da Áustria, Francisco José, em 20 de Março de 1881, a Miguel Januário de Bragança. Perante a lei austríaca, ficou assim alegadamente também ressalvada a Duarte Nuno a sua qualidade jurídica de português. Apesar de nascidos no estrangeiro, tanto Duarte Nuno, nascido na Áustria, como, mais tarde, Duarte Pio, nascido na Suíça em 1945, foram registados como portugueses (embora na modalidade de nacionalidade portuguesa adquirida, e não originária). O que não foi quebrado pela Constituição de 1933, cujo texto mantinha, como a Carta de 1826, a naturalização pela via sanguínea. Duarte Nuno e Duarte Pio foram alegadamente considerados cidadãos naturais de Portugal.

Em síntese, à data em que faleceu o último rei de Portugal, D. Manuel II — 2 de Julho de 1932 — não havia, segundo a corrente monárquica dos Miguelistas, descendentes portugueses legítimos, nem da rainha D. Maria II, nem do rei D. Pedro IV. Foi por isso que a sucessão régia supostamente caberia ao descendente do Rei D. Miguel, que chefiava a sua representação: Duarte Nuno, como neto paterno deste. Até aos anos 1950, a causa monárquica reunida em torno de Duarte Nuno no estrangeiro praticamente não teve repercussões na vida portuguesa.
Contudo, diferente foi a atitude do regime republicano então vigente. O governo provisório da República, pelo decreto de 15 de Outubro de 1910, banira já todos os ramos da Dinastia de Bragança. Coincidindo a morte do rei exilado D. Manuel II com o estabelecimento da Segunda República (Estado Novo, 1933–1974), o seu chefe do governo, António de Oliveira Salazar, actuou de imediato contra a opinião dos monárquicos Miguelistas e Constitucionais, declarando que o último rei morrera "sem herdeiro nem sucessor" e instituindo uma Fundação com os bens da extinta Casa de Bragança.

### Depois dos anos de 1950
Em 1950, a Assembleia Nacional decretou a abolição formal da Lei do Banimento e o fim do exílio de Duarte Nuno que, em 1953, veio estabelecer residência em Portugal. Em 1957, surgiu a pretensão de uma alegada filha natural do rei D. Carlos I e de Maria Amélia Laredó e Murça, conhecida publicamente como D. Maria Pia de Saxe-Coburgo e Bragança, que retomou, contra Duarte Nuno e seus descendentes, o essencial dos argumentos outrora definidos pelo ramo Constitucional: que o ramo Miguelista teria ficado definitivamente banido e os seus descendentes seriam estrangeiros.
A alegada legitimidade do ramo Miguelista continuou a sustentar-se nos princípios enunciados em 1932. Mas um outro aspecto foi recentemente salientado por Augusto Ferreira do Amaral. A doutrina oficial da monarquia, visível no Manifesto dos Direitos de Sua Majestade Fidelíssima a Senhora Dona Maria Segunda, afirmava que "Estrangeiro opõe-se a Natural, isto é, ao que nasceu Português". Esta é a interpretação ajustada à razão jurídica do princípio da exclusão do candidato estrangeiro ao trono da Carta Constitucional, no que recolhe o princípio enunciado na Acta das Cortes de 1641. Se se admitisse que um estrangeiro, naturalizando-se, pudesse ser rei de Portugal, correr-se-ia o risco da perda da independência. E foi este o grande problema que emergiu em duas crises sucessórias na história de Portugal (em 1385 e em 1580) e que muito contribuiu para o enunciado das regras constitucionais sobre a sucessão régia de 1641. Um candidato à sucessão no trono de Portugal que seja originariamente estrangeiro e que só depois haja adquirido a nacionalidade portuguesa está excluído dessa sucessão. Sucede que Duarte Nuno e Duarte Pio de Bragança também se encontraram nessa condição de estrangeiros (sem nacionalidade portuguesa originária).
As pretensões dinásticas de Duarte Pio de Bragança são muito contestadas, dado inclusive porque ele teve tios mais velhos do que o seu pai e com prevalência na linha de sucessão. Mas quem defendia que a pretendente D. Maria Pia de Saxe-Coburgo e Bragança devia ser a linha dinástica legítima na sucessão ao trono português, e não aceitava o espírito de reconciliação do alegado pacto de Dover, os termos da Carta Constitucional, as instruções do rei D. Manuel II, a aclamação feita pelo seu Lugar-Tenente, João de Azevedo Coutinho, e a decisão tomada por alguns organismos monárquicos em 1932, ainda assim poderia reconhecer que Duarte Pio teria um suposto lugar na linha de descendência de D. Pedro IV. A sua mãe, Maria Francisca de Orléans e Bragança, filha de Pedro de Alcântara de Orléans e Bragança, príncipe-titular de Orléans-Brangança, foi a mais velha entre seus descendentes a ter filhos que se naturalizaram portugueses.
Porém, acrescente-se que, para preservar o estatuto de chefe de casa dinástica, se para tal legitimidade tivessem à luz do direito internacional, e assim, dessa forma, manter o estatuto de soberano não reinante, o Rei D. Miguel e os seus descendentes (no qual se inclui Duarte Pio de Bragança), nunca poderiam ter abdicado dessa soberania como o fizeram ao longo de gerações. Exemplos disso: o Rei D. Miguel quando, em Évoramonte, assinou uma adenda declarando que nunca mais se imiscuiria em negócios deste reino e seus domínios; Miguel Januário, avô de Duarte Pio, quando serviu no exército Austríaco; o seu filho Duarte Nuno quando mandou os seus partidários obedecer a D. Manuel II; e, inclusive, o próprio Duarte Pio de Bragança, tendo servido voluntariamente na Força Aérea portuguesa e, por esse motivo, jurado bandeira, jurou respeitar a Constituição e as leis da República Portuguesa (na qual se inclui o art.º 288, alínea b, n.º 2 "a forma republicana constitui um limite material à própria revisão constitucional") e tornou-se assim num cidadão igual a todos os outros.
Ao referido cidadão Duarte Pio de Bragança, sendo então ele um cidadão igual aos outros, não se compreende as referências onde o mesmo referido cidadão se intitula de duque de Bragança e chefe da Casa Real Portuguesa numa clara ofensa aos preceitos legais vigentes e à sentença do Supremo tribunal de Justiça de 18–12–1990, SJ99112120809642 de 12–12-91, que diz:
I — A referência e o uso de títulos nobiliárquicos portugueses só é permitida quando os interessados provem que estavam na posse e no uso do título antes de 5 de Outubro de 1910 e que as devidas taxas foram pagas;
II — Este direito só pode ser comprovado por certidões extraídas de documentos ou registos das Secretarias de Estado, do Arquivo Nacional ou de outros arquivos ou cartórios públicos existentes antes de 5 de Outubro de 1910.
Não obstante, o facto de não deter-se nacionalidade portuguesa originária é factor imediato de exclusão da sucessão ao trono em Portugal. Por esse mesmo motivo, ainda que não houvesse outros, os pretendentes Miguelistas ficaram de imediato sem direitos dinásticos: Miguel Januário de Bragança nasceu em Kleinheubach, na Alemanha; Duarte Nuno de Bragança nasceu em Seebenstein, na Áustria; e Duarte Pio de Bragança nasceu em Berna, na Suíça, fora da Legação de Portugal.
Em 2004 Duarte Pio de Bragança deslocou-se à sede do Grande Oriente Lusitano (GOL), da Maçonaria Portuguesa, no que constituiu a primeira visita de um descendente da extinta Casa de Bragança a esta instituição maçónica. O grão-mestre António Arnaut declarou publicamente que: "Não há hoje nenhum contencioso entre a Maçonaria e a Casa de Bragança" e acrescentou que a "reconciliação da Maçonaria Portuguesa com a Casa de Bragança" deu-se na ocasião dessa mesma visita de Duarte Pio. Este acto público de reconciliação demonstrou que o combate à maçonaria por parte dos Miguelistas não passou historicamente de uma mera jogada política para esse ramo familiar conseguir obter o apoio da Igreja Católica. Além disso, António Arnaut também recordou, por exemplo, que o próprio Francisco Correia de Herédia, 1.º Visconde da Ribeira Brava, trisavô de Isabel de Herédia, a esposa de Duarte Pio, integrou o fracassado golpe de 28 de Janeiro de 1908, quatro dias antes do Regicídio, que visava assassinar o rei D. Carlos I e alcançar o derrube da monarquia em Portugal.

## D. Maria Pia de Bragança e descendentes

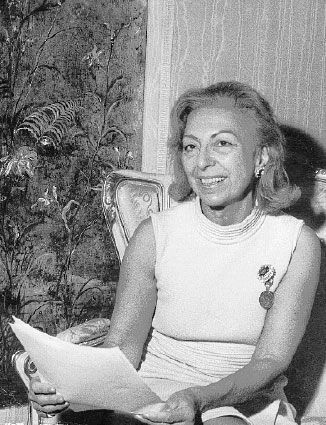
D. Maria Pia de Bragança num dos seus discursos públicos aos portugueses

Em 1932, após a morte do último rei de Portugal, uma alegada filha bastarda do rei D. Carlos I de Portugal e, portanto, alegadamente, meia-irmã do rei D. Manuel II, conhecida como D. Maria Pia de Saxe-Coburgo e Bragança, sustentando-se no texto das Cortes de Lamego que definiam que «se el Rey falecer sem filhos, em caso que tenha irmão, possuirá o Reyno em sua vida», reclamou a titularidade do Ducado de Bragança pelo ramo da Casa de Bragança-Saxe-Coburgo-Gota e defendeu ser a legítima Rainha de Portugal.
Contesta-se a veracidade da alegada ascendência real de D. Maria Pia de Saxe-Coburgo e Bragança que teria, supostamente, sido registada numa igreja de Madrid — a paróquia do Carmo e São Luís — que, posteriormente, teve seus registos destruídos em incêndio durante a Guerra Civil Espanhola. Um dos principais documentos que comprovaram a sua filiação a D. Carlos I foi um acto de reconstituição do assento de baptismo firmado por D. António Goecochea — notário do próprio rei D. Afonso XIII de Espanha — e pelo conde de Romanones, ministro de Afonso XIII. O motivo pelo qual teria sido baptizada em Madrid foi porque D. Afonso de Bragança, Duque do Porto, para aí levara a menina e porque também assim o desejou o seu padrinho, o conde de Monteverde — condado este inexistente tanto em Portugal como em Espanha. Mais tarde, porém, descobriu-se que esse "conde" fora Alfredo Aquiles Abecassis Monteverde, um diplomata de carreira nascido em Lisboa em 1865. O condado citado terá sido uma promessa do rei D. Carlos, embora nunca cumprida devido à sua morte prematura em 1908. Agregado ao registo de baptismo, esteve também a cópia de uma carta supostamente redigida e assinada por D. Carlos I, em que o monarca português reconhecia D. Maria Pia de Bragança como sua filha e lhe garantia todas as dignidades e honrarias dos filhos d'El-Rei e Infantes de Portugal. Mesmo que essa carta existisse e tivesse sido assinada pelo rei D. Carlos, aparentemente não teria qualquer valor legal no que se refere à sucessão, tanto do trono como dos títulos, pois as regras de sucessão da monarquia portuguesa excluem parcialmente a bastardia (pois houve exceções) e o rei não podia dispôr sobre tais matérias sem o acordo da representação nacional reunida em Cortes.
Em 1966, Duarte Nuno pediu ao tribunal eclesiástico da Diocese de Madrid-Alcalá que a filiação atribuída ao rei D. Carlos I fosse retirada do documento de reconstituição da certidão de baptismo exibido por D. Maria Pia de Saxe-Coburgo e Bragança, por não haver outras provas de tal paternidade e por não ser habitual, na época, as certidões de baptismo apresentarem a identificação do pai no caso de uma filha bastarda. O caso só foi encerrado em 1976, quando o Tribunal Apostólico da Sacra Rota Romana decidiu que, sendo Duarte Nuno alegado primo em 6º grau de D. Carlos I, não tinha proximidade de parentesco suficiente para, legalmente, solicitar tal acção. O tribunal não se pronunciou sobre o conteúdo ou autenticidade da certidão reconstituída de baptismo, limitando-se a decretar que não fosse a mesma alterada. O Supremo Tribunal de Justiça de Portugal, em 14 de Abril de 1983, rejeitou os pedidos de D. Maria Pia de Bragança de reconhecimento da paternidade de D. Carlos I, da posse dos bens da Fundação da Casa de Bragança e da Fundação D. Manuel II.
De acordo com alguns críticos, ainda que fosse comprovada a sua ascendência de realeza não seria possível, de acordo com a tradição da Casa Real Portuguesa e com a Carta Constitucional de 1826, baseadas nas Cortes de Lamego, conferir a precedência ao trono a uma princesa portuguesa bastarda, casada com estrangeiros. Para que D. Maria Pia de Saxe-Coburgo e Bragança constasse na linha de sucessão, a sua mãe precisaria estar casada com D. Carlos I aquando do nascimento da filha, e D. Maria Pia de Bragança não poderia ter-se casado com outra pessoa que não um nobre português ou um estrangeiro mediante aprovação das cortes.

## D. Ana de Jesus Maria de Bragança e descendentes

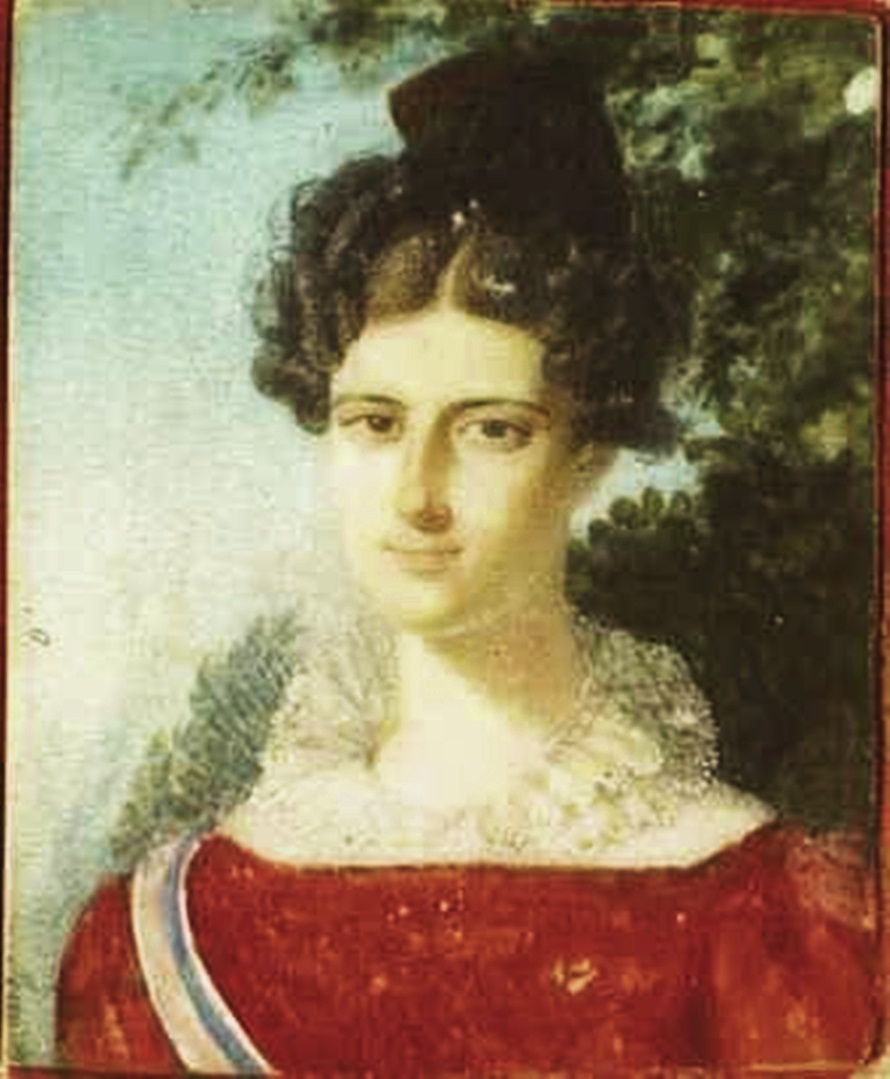
Retrato de D. Ana de Jesus Maria, a 1.ª marquesa de Loulé

Em 2008, no seu livro "O Usurpador — O Poder sem Pudor", o fadista Nuno da Câmara Pereira alegou que o verdadeiro herdeiro da coroa portuguesa seria o seu primo Pedro José Folque de Mendoça Rolim de Moura Barreto, actual representante do título de duque de Loulé e conde de Vale de Reis, por ser um descendente de D. Ana de Jesus Maria, a filha mais nova do Rei D. João VI. Segundo Câmara Pereira, Duarte Pio é quem não possui quaisquer direitos dinásticos por descender do Rei D. Miguel, o qual foi banido da sucessão ao trono após a vitória liberal na Guerra Civil Portuguesa.

## Reconhecimento por entidades externas aos pretendentes
Em 2006, um parecer do Departamento de Assuntos Jurídicos do Ministério dos Negócios Estrangeiros, contrário ao definido pela Constituição Monárquica de 1838 (revogada em 10 de fevereiro de 1842 por Costa Cabral) e à própria Constituição da República Portuguesa[carece de fontes?], procurou reconhecer Duarte Pio de Bragança como o único e legitimo herdeiro do trono de Portugal. Esse parecer foi fundamentado pelo alegado "reconhecimento histórico e da tradição do Povo Português", pelas "regras consuetudinárias da sucessão dinástica", e pelo "reconhecimento tácito das restantes casas reais da Europa e do Mundo com as quais a legítima Casa de Bragança partilha laços de consanguinidade". Recordou, ainda, ter sido conferido pela República Portuguesa a Duarte Pio a representatividade política, histórica e diplomática, e foi lembrado que os pretendentes ao título de duque de Bragança "são várias vezes enviados a representar o Povo Português em eventos de natureza cultural, humanitária ou religiosa no estrangeiro, altura em que lhes é conferido o passaporte diplomático". Este parecer obteve, no entanto, inúmeras contestações por parte do ex-deputado do Partido Popular Monárquico, o fadista Nuno da Câmara Pereira, assim como dos pretendentes e apoiantes do ramo dinástico constitucional da Casa de Bragança-Saxe-Coburgo-Gota.